# Kabinett Tito IV
Das Kabinett Tito IV wurde am 14. Januar 1953 von Josip Broz Tito in der Föderativen Volksrepublik Jugoslawien gebildet. Das Kabinett löste das dritte Kabinett Tito ab und blieb bis zum 30. Januar 1954 im Amt, woraufhin es vom fünften Kabinett Tito abgelöst wurde. Dem Kabinett gehörten ausschließlich Mitglieder des Bundes der Kommunisten Jugoslawiens (BdKJ) an.
Dem Kabinett (Bundesexekutivrat) gehörten folgende Staatssekretäre an:
| Ministeramt                            | Amtsinhaber          | Partei | Beginn der Amtszeit | Ende der Amtszeit |
| -------------------------------------- | -------------------- | ------ | ------------------- | ----------------- |
| Präsident des Bundesexekutivrates      | Josip Broz Tito      | BdKJ   | 14. Januar 1953     | 30. Januar 1954   |
| Vize-Präsident des Bundesexekutivrates | Edvard Kardelj       | BdKJ   | 14. Januar 1953     | 30. Januar 1954   |
| Vize-Präsident des Bundesexekutivrates | Milovan Đilas        | BdKJ   | 14. Januar 1953     | 17. Januar 1954   |
| Vize-Präsident des Bundesexekutivrates | Aleksandar Ranković  | BdKJ   | 14. Januar 1953     | 30. Januar 1954   |
| Vize-Präsident des Bundesexekutivrates | Moša Pijade          | BdKJ   | 14. Januar 1953     | 30. Januar 1954   |
| Auswärtige Angelegenheiten             | Koča Popović         | BdKJ   | 14. Januar 1953     | 30. Januar 1954   |
| Nationale Verteidigung                 | Ivan Gošnjak         | BdKJ   | 14. Januar 1953     | 30. Januar 1954   |
| Innere Angelegenheiten                 | Svetislav Stefanović | BdKJ   | 14. Januar 1953     | 30. Januar 1954   |
| Nationalwirtschaft                     | Dušan Čalić          | BdKJ   | 14. Januar 1953     | 30. Januar 1954   |
| Haushalt und Staatsverwaltung          | Radisav Nedeljković  | BdKJ   | 14. Januar 1953     | 30. Januar 1954   |